# Moorilla Hobart International 2013
Il  Moorilla Hobart International 2013 è stato un torneo di tennis giocato sul cemento. È stata la 20ª edizione del Moorilla Hobart International, che fa parte della categoria International nell'ambito del WTA Tour 2013. Si è giocato al Hobart International Tennis Centre di Hobart in Australia, dal 7 al 13 gennaio 2013.

## Partecipanti

### Teste di serie
| Nazionalità   | Giocatrice               | Ranking* | Testa di serie |
| ------------- | ------------------------ | -------- | -------------- |
| Taipei cinese | Hsieh Su-wei             | 25       | 1              |
| Romania       | Sorana Cîrstea           | 27       | 2              |
| Rep. Ceca     | Klára Zakopalová         | 28       | 3              |
| Kazakistan    | Jaroslava Švedova        | 29       | 4              |
| Spagna        | Carla Suárez Navarro     | 34       | 5              |
| Italia        | Francesca Schiavone      | 35       | 6              |
| Russia        | Anastasija Pavljučenkova | 36       | 7              |
| Stati Uniti   | Sloane Stephens          | 38       | 8              |
| Germania      | Mona Barthel             | 39       | 9              |

* Ranking al 12 novembre 2012.

### Altre partecipanti
Giocatrici che hanno ricevuto una Wild card:
- Ashleigh Barty
- Bojana Bobusic
- Jarmila Gajdošová

Giocatrici passate dalle qualificazioni:

- Mandy Minella
- Lara Arruabarrena-Vecino
- Lauren Davis
- Sílvia Soler Espinosa

Lucky Loser:
- Nina Bratčikova
- María Teresa Torró Flor

## Campionesse

### Singolare
Elena Vesnina ha battuto in finale  Mona Barthel.
col punteggio di 6-3, 6-4.
- È il primo titolo di singolare in carriera per Elena Vesnina.

### Doppio
Garbiñe Muguruza /  María Teresa Torró Flor hanno battuto in finale  Tímea Babos /  Mandy Minella con il punteggio di 6-3, 7–6(5).